# 復活 (ヘンデル)

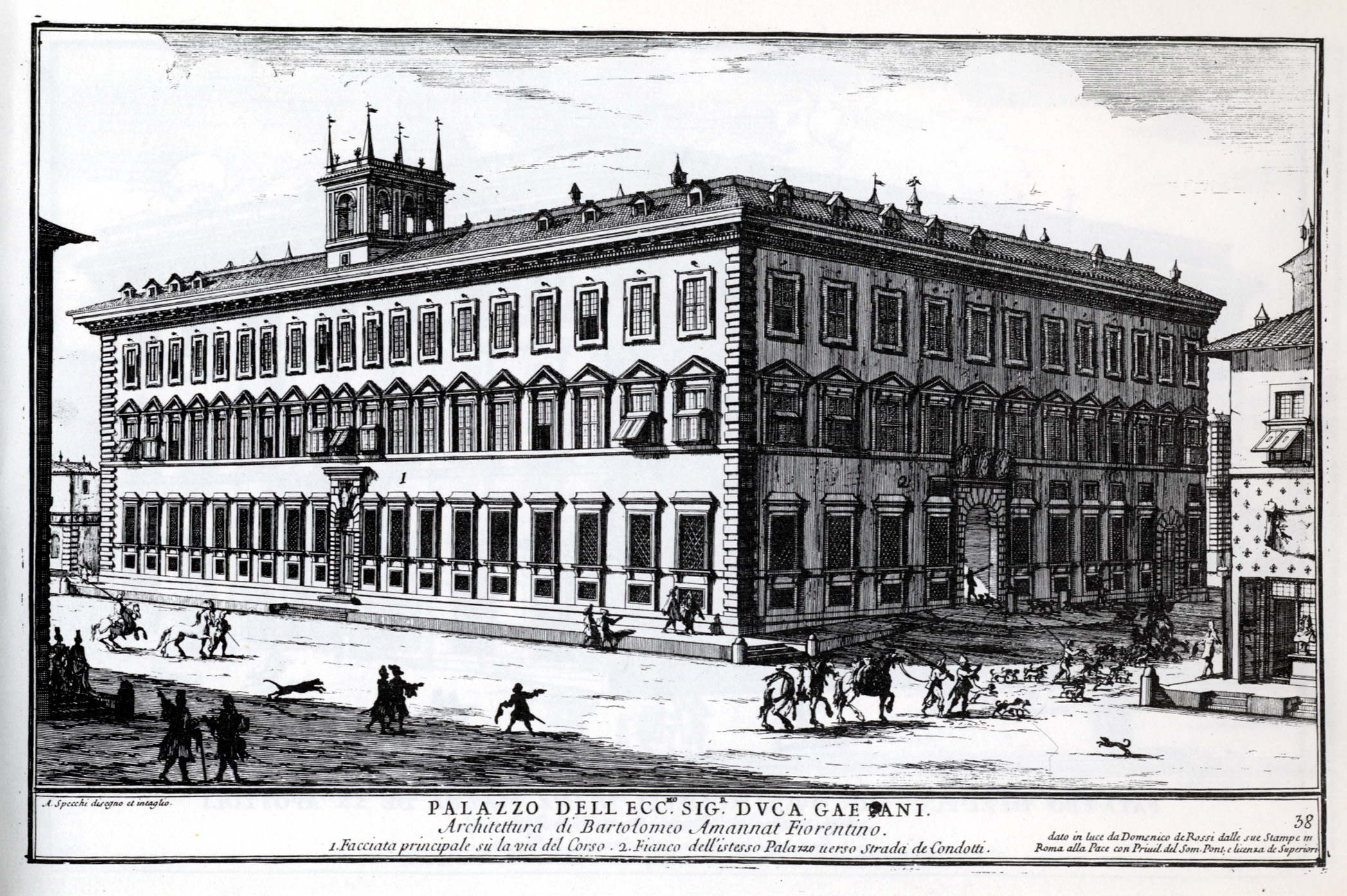
ルスポーリ侯爵の邸宅

『復活』（ふっかつ、伊: La Resurrezione）HWV 47は、ゲオルク・フリードリヒ・ヘンデルが1708年に作曲し、ローマで上演されたイタリア語のオラトリオ。全2部から構成され、キリストの受難から復活までの出来事を扱っている。『時と悟りの勝利』に次ぐ2番目のオラトリオであり、最初の宗教的オラトリオであった。

## 概要
ヘンデルはローマでフランチェスコ・マリア・ルスポーリ侯爵の邸宅に住み、復活祭の催しのためにオラトリオ『復活』を作曲した。
前作『時と悟りの勝利』と同様、ヘンデルがオペラでなくオラトリオを書いたのは、当時のローマでオペラの上演が禁止されていたという理由があった。
台本はカルロ・シジズモンド・カペーチェによる。
侯爵邸に贅をつくした舞台が設置され、『復活』はそこで1708年4月8日にアルカンジェロ・コレッリの指揮によって初演された。使用されたオーケストラは大規模なもので、ヴァイオリン20、ヴィオラ4、バス・ヴィオル（チェロ）5、コントラバス5、トランペット2、トロンボーン1、オーボエ4であった。自筆譜によればさらにフルートとヴィオラ・ダ・ガンバも使われていた。実際の演奏ではリコーダーやテオルボも使われる。
上演は成功であり、マグダラのマリアの歌うアリア「さだかではないけれど」 (Ho un non so che nel cor) はヒット曲となった。この曲はその後のヘンデルのオペラでもしばしば再利用された。
初演時にマグダラのマリア役を歌ったソプラノ歌手マルゲリータ・ドゥラスタンティは、イギリス時代まで長くヘンデルの作品で歌手をつとめた。
初演の後、教皇クレメンス11世はオラトリオに女性歌手を使ったことを戒告した。
音楽はオペラ的であり、合唱曲は2曲しかない。
『復活』の音楽は、しばしばヘンデルの他の作品に転用された。1709年のオペラ『アグリッピーナ』や1710年のオペラ『リナルド』に使われ、また1732年にオラトリオ『エステル』が改作されたときにも『復活』から曲が追加された。

## 登場人物

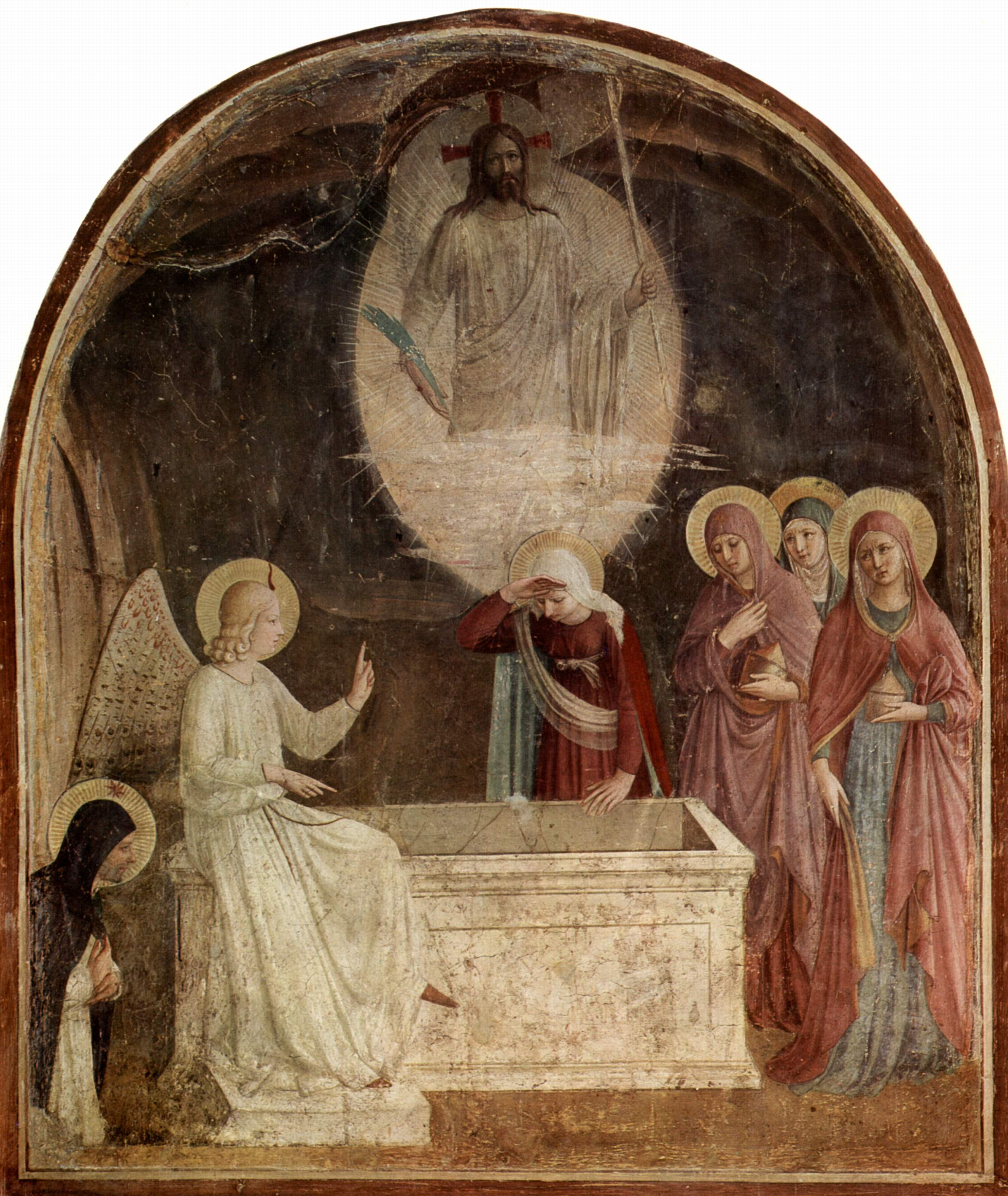
キリストの墓の側の女たち（フラ・アンジェリコ画）

- 天使：ソプラノ
- マグダラのマリア：ソプラノ
- クロパの妻マリア：アルト
- 聖ヨハネ：テノール
- ルシファー：バス

## あらすじ

### 第1部
天使は地獄の入口にやってきて、その門を開かせようとする。ルシファーはキリストの力を否定し、天使に対抗して戦おうとする。
地上ではマグダラのマリアとクロパの妻マリアがイエスの死を嘆くが、ヨハネはキリストが3日後に復活すると約束したことを思いおこさせる。
天使の合唱が霊たちに、キリストのもとに立ちあがるように呼びかける。

### 第2部
3日めの早朝、地震を感じたヨハネは、これが地獄での戦いの終りを告げるものであろうと考えつつ、イエスの母マリアの家を訪れる。
天使はキリストの勝利を宣言し、キリストが天に昇る前に地上に現れることによって栄光を示すであろうことをルシファーに告げる。ルシファーはそれを止めようとする（天使とルシファーの二重唱）。
マグダラのマリアとクロパの妻マリアはイエスの墓へ急ぐ。ルシファーは己の敗北を知り、地獄へと戻っていく。
墓が空になっていることを見た女たちの前に天使が白い服の若者の姿で現れ、キリストの復活を人々に告げるように伝える。女たちはイエスが自分の前に姿を見せないことに惑い、イエスを探しに行く。
ヨハネはクロパの妻マリアから知らせを聞くが、すでにイエスが母マリアのもとに現れたと告げる。マグダラのマリアもやってきて、庭にイエスが現れたと告げる。3人は復活を確信する。賛美の合唱で曲を終える。